# ستيفانو كريسكي
ستيفانو كريسكي (بالإيطالية: Stefano Crisci)‏ (18 أغسطس 1989 بأتيسا في إيطاليا - ) هو لاعب كرة قدم إيطالي في مركز الهجوم. لعب مع نادي بارما وAC Bellaria Igea Marina ‏ وVastese Calcio 1902 ‏.